# Chloroclystis dietzei
Chloroclystis dietzei là một loài bướm đêm trong họ Geometridae.